# Scott Adams
Scott Raymond Adams (n. 8 iunie 1957, Windham⁠(d), New York, SUA) este creatorul benzii desenate Dilbert și autorul mai mulor comentarii despre afaceri, satiră socială și cărți experimentale de filozofie.

## Viața personală
Adams s-a născut în Windham, New York și a abolvit secția de economie a colegiului Hartwick College în 1979.